# Kyffhäuserdenkmal

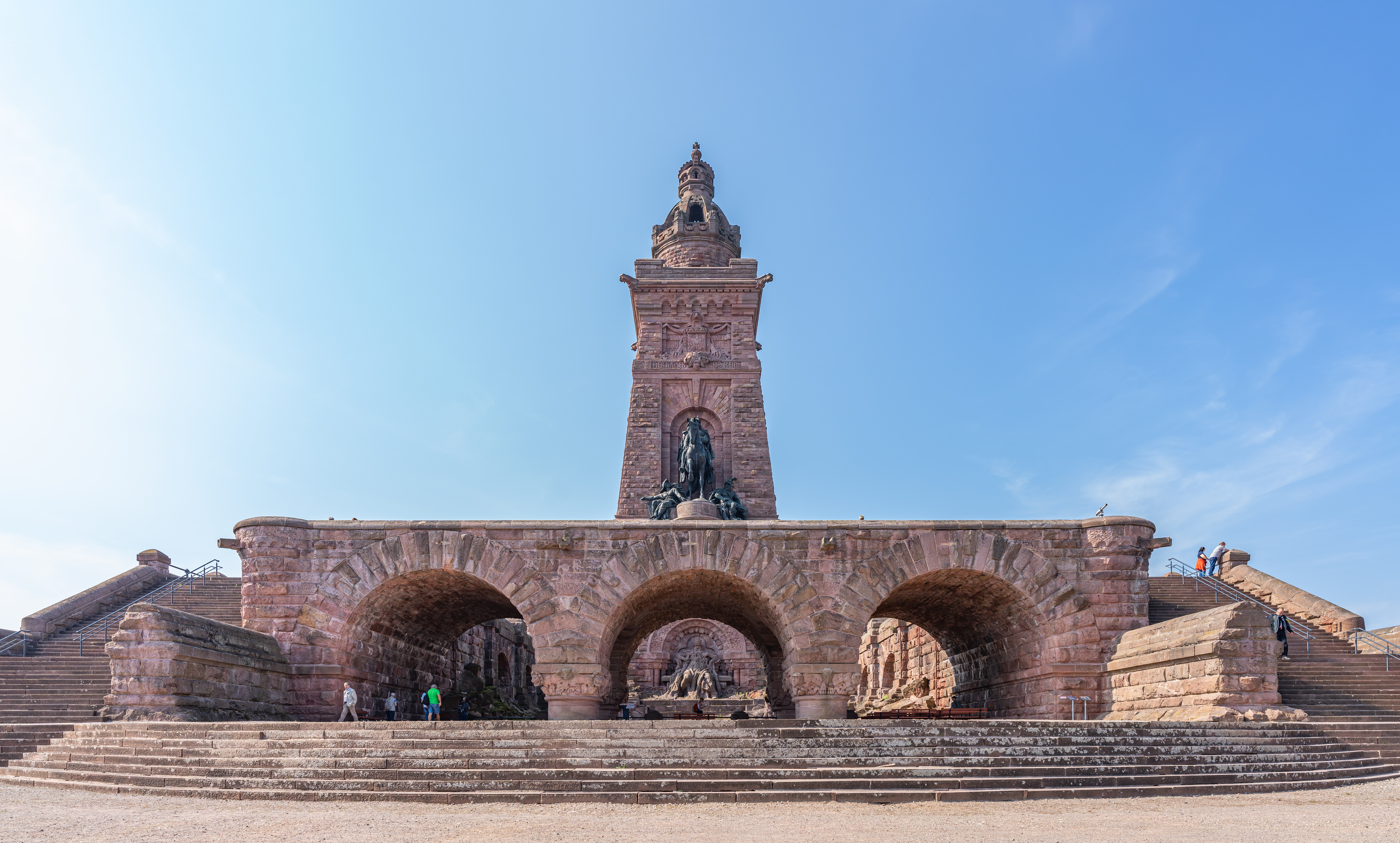
Kaiser-Wilhelm-Denkmal auf dem Kyffhäuser, 2021

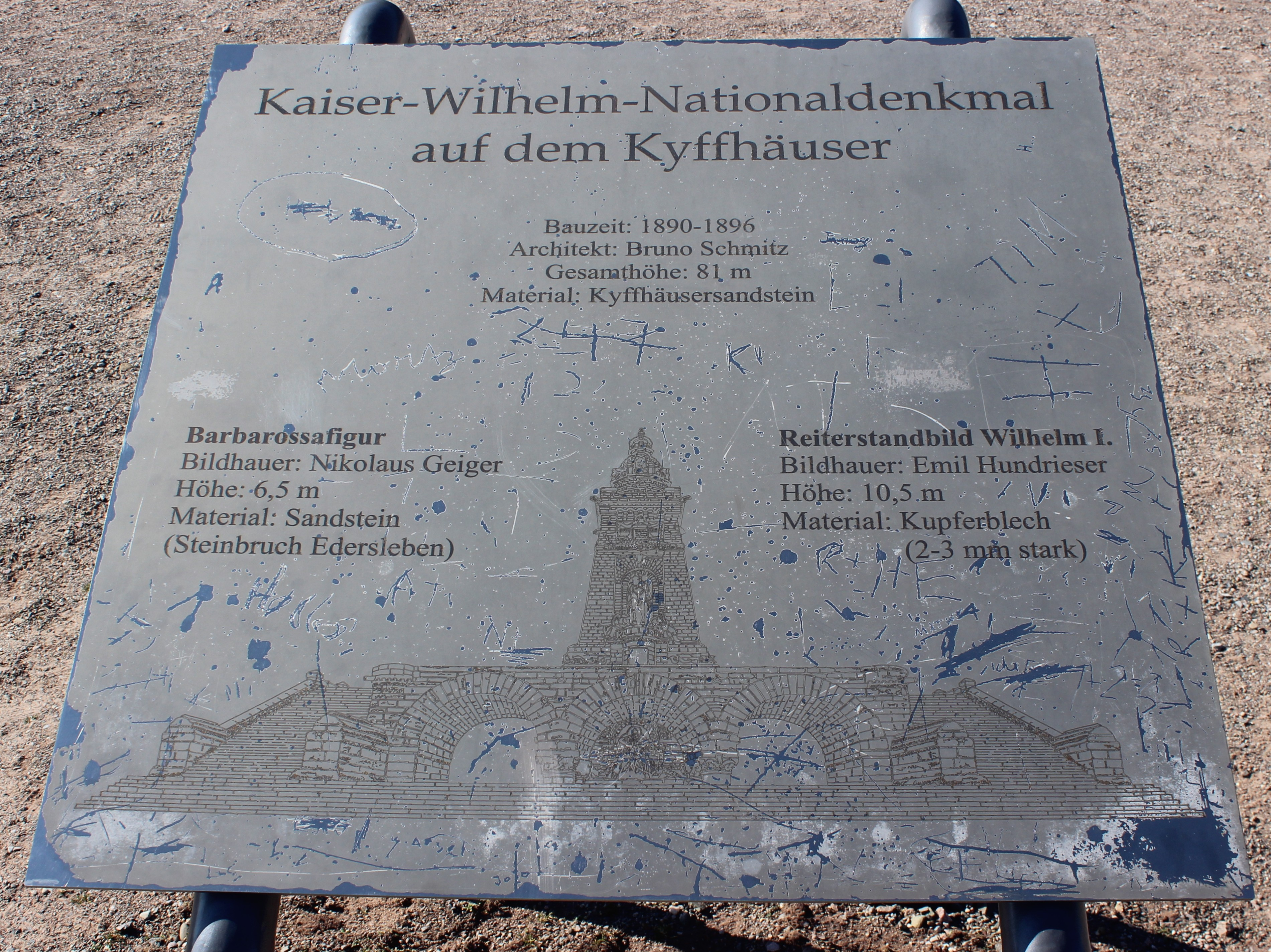
Erklärtafel zum Kyffhäuserdenkmal

Das Kaiser-Wilhelm-Denkmal auf dem Kyffhäuser (kurz: Kyffhäuserdenkmal) in Steinthaleben (Kyffhäuserland) wurde 1890–1896 von Bruno Schmitz und Emil Hundrieser im Monumentalstil errichtet. Das Reiterstandbild an einem Turm stellt den ersten Deutschen Kaiser Wilhelm I. in Begleitung einer Mars- und einer Minervafigur dar. Das insgesamt 81 Meter hohe Monument gehört zu den Sehenswürdigkeiten Thüringens und zu den Nationaldenkmälern Deutschlands.

## Geschichte

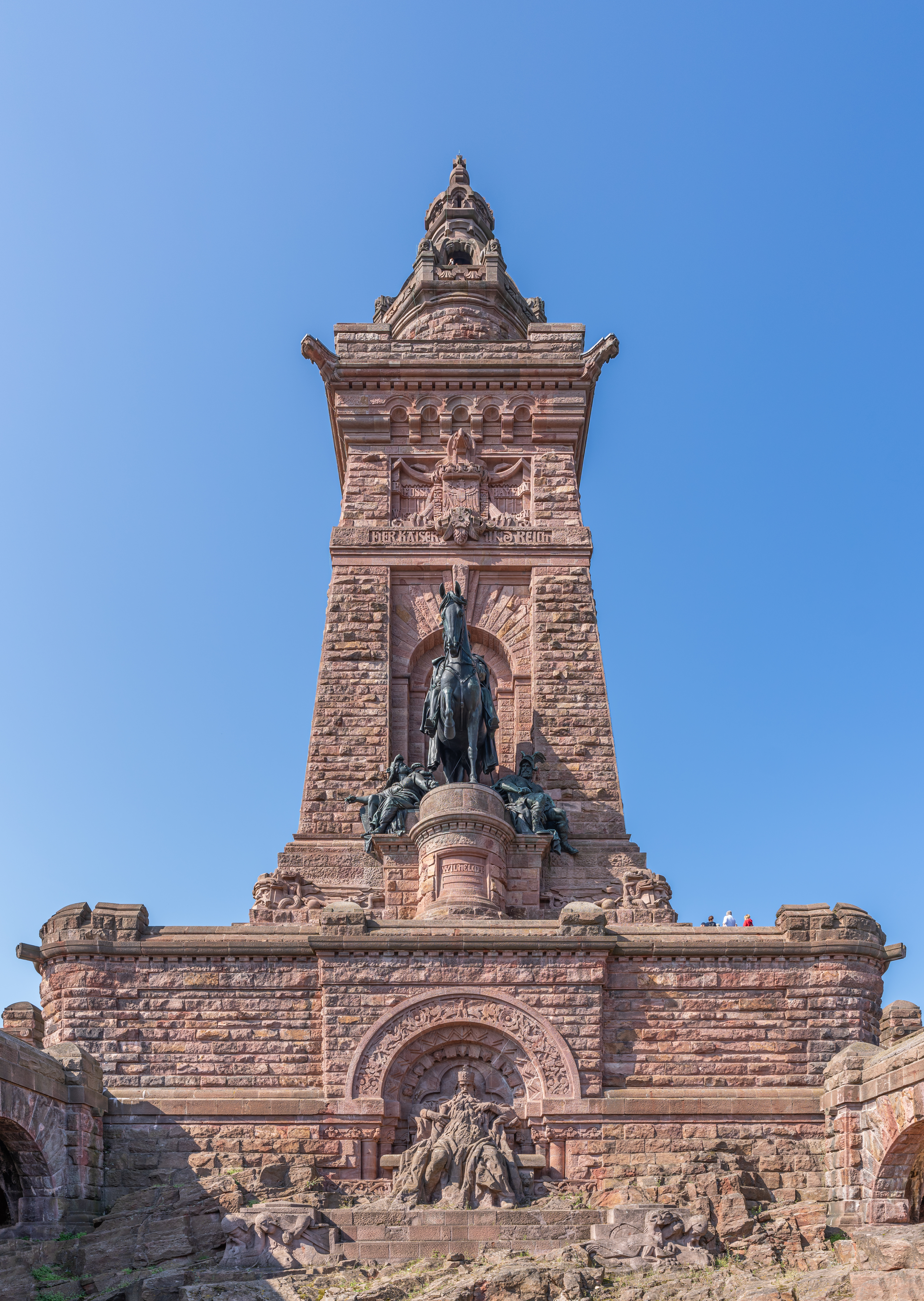
Vorderseite des Denkmalturms

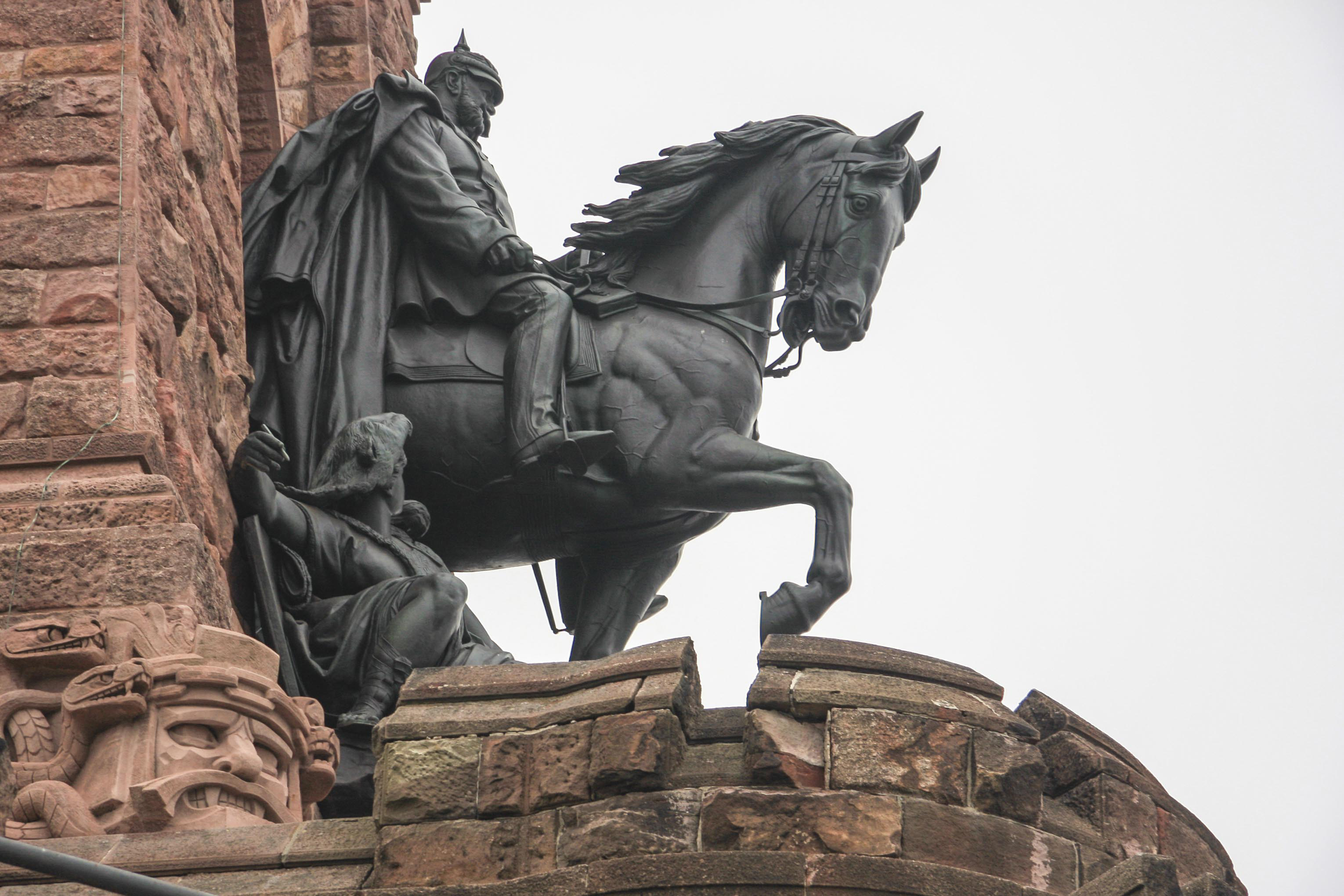
Reiterstandbild Kaiser Wilhelms I. „Barbablanca“

Nach dem Tod Kaiser Wilhelms I. 1888 wurden vielerorts repräsentative Denkmäler zu Ehren des Verstorbenen errichtet. Das Kyffhäuserdenkmal ist eines der größten und bekanntesten dieser Kaiser-Wilhelm-Denkmäler. Zusammen mit dem Niederwalddenkmal bei Rüdesheim am Rhein, dem Hermannsdenkmal bei Detmold am südlichen Teutoburger Wald, dem Kaiser-Wilhelm-Denkmal an der Porta Westfalica bei Minden am Ostende des Wiehengebirges, dem Völkerschlachtdenkmal in Leipzig und der Walhalla bei Donaustauf ordnet es sich in die Gruppe der monumentalen Gedenkbauwerke Deutschlands ein.
Das Kyffhäuserdenkmal wurde nach den Plänen des Architekten Bruno Schmitz 1892–1896 errichtet und am 18. Juni 1896 eingeweiht. Angeregt wurde der Denkmalbau vom Deutschen Kriegerbund, der auch ab 1900 als Kyffhäuserbund die Denkmalverwaltung übernahm. Als Baumaterial wurde der lokal anstehende oberkarbonische rote Kyffhäuser-Sandstein verwendet. Für den Bau wurde unterhalb der Baustelle ein Steinbruch angelegt. Das Reiterstandbild Wilhelms I. ist das einzig original und in situ erhaltene seiner Art auf dem Gebiet der früheren Sowjetischen Besatzungszone (SBZ) und der Deutschen Demokratischen Republik (DDR). Den in den Nachkriegsjahren von Bad Frankenhausener Kommunisten erhobenen Forderungen, das Kaiser-Wilhelm-Denkmal zu sprengen, erteilten sowjetische Kulturoffiziere eine Absage: „Ihr Deutschen müsst endlich lernen mit eurer Geschichte und euren Denkmälern zu leben.“
Von 1994 bis 2014 wurde das Denkmal mit einem Aufwand von 14 Millionen Euro saniert. Es verlor unter anderem wegen der Bauarbeiten an Besuchern. Waren es 1996 noch 487.000 Besucher, kamen 2012 nur noch 131.000. Der Betreiber, der Tourismusverband Kyffhäuser, musste Ende 2013 darüber Insolvenz beantragen. Als Nachfolger wurde der Tourismusverband Südharz Kyffhäuser Anfang 2015 gegründet. Neuer Betreiber ist seit 2014 die Kur & Tourismus GmbH Bad Frankenhausen.
Seit 2008 gehört das Kyffhäuserdenkmal zur Straße der Monumente, ein auf Initiative des Stadtgeschichtlichen Museums Leipzig gegründetes Netzwerk deutscher Denkmäler und Erinnerungsorte. Ziel des Netzwerks ist es, „die Erinnerungsorte als einstige Brennpunkte der Vergangenheit enger zu vernetzen und über gemeinsame Marketingmaßnahmen als Gesamtheit stärker erfahrbar zu machen“.

## Beschreibung

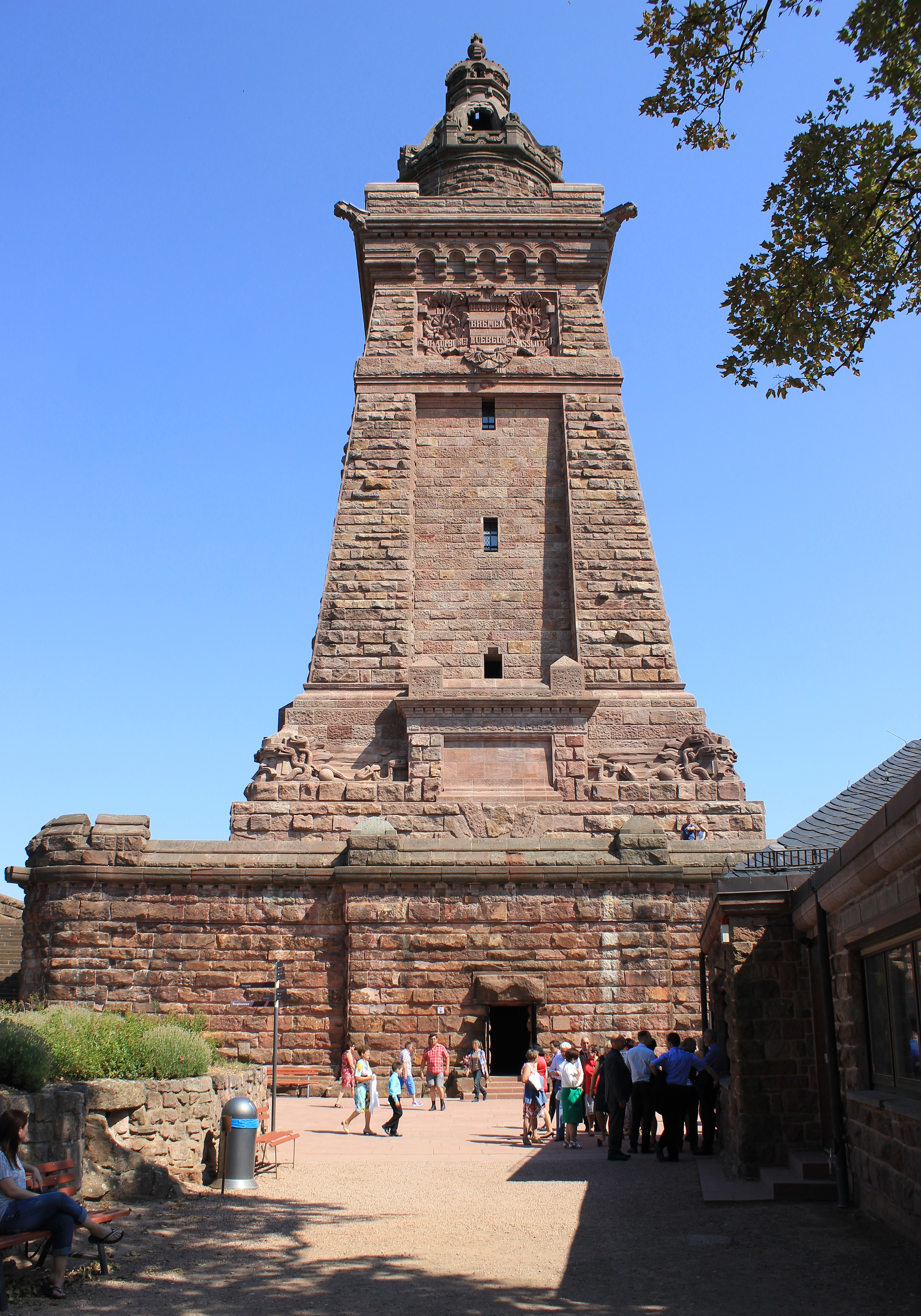
Rückseite des Denkmalturms

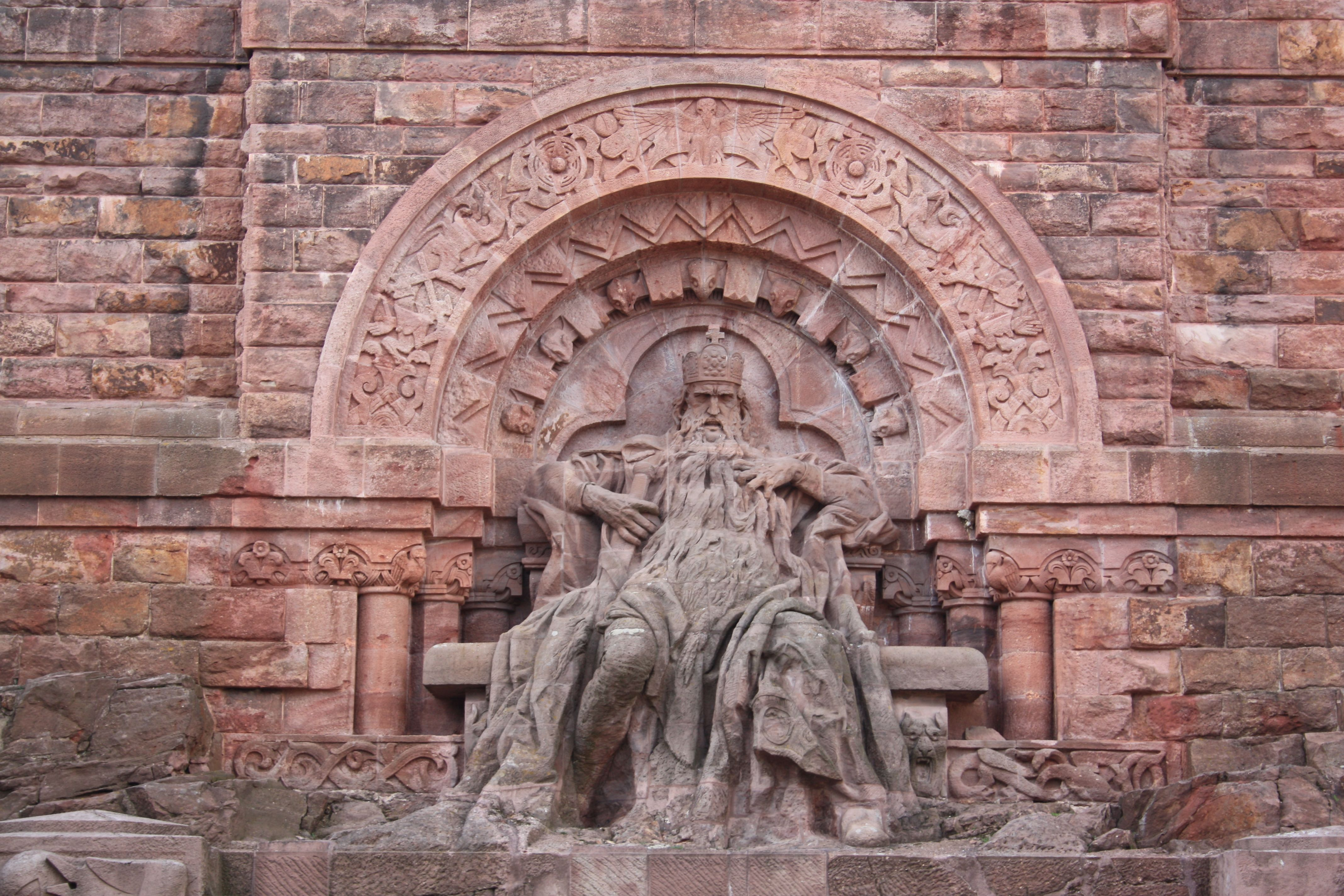
Sitzbild Kaiser Friedrichs I. „Barbarossa“

Das Kyffhäuserdenkmal steht innerhalb des Kyffhäusergebirges im Naturpark Kyffhäuser etwa 300 m südlich der Parknordgrenze. Es befindet sich auf ca. 420 m ü. NN etwas östlich und unterhalb vom Gipfel des Kyffhäuserburgberges (ca. 439,7 m ü. NN), einem rund 800 m langen Ostausläufer des Gebirges, zwischen der Ober- und Mittelburg der ehemaligen Reichsburg Kyffhausen. Etwa drei Kilometer südwestlich liegt der Steinthalebener Ortsteil Rathsfeld und rund sechseinhalb Kilometer (jeweils Luftlinie) südlich die Kernstadt von Bad Frankenhausen, die beide zum thüringischen Kyffhäuserkreis gehören. Etwas nördlich befindet sich Sittendorf und nordöstlich Tilleda, die beide zur Stadt Kelbra (Landkreis Mansfeld-Südharz, Sachsen-Anhalt) zählen und in der rund 260 Meter tiefer gelegenen Goldenen Aue (rund 160 m ü. NN) liegen.
Die Turmarchitektur lehnt sich stilistisch an den Burgenbau der Stauferzeit an. Das Bildprogramm soll das neue, von Preußen dominierte Kaiserreich als legitimen Nachfolger des mittelalterlichen Heiligen Römischen Reiches darstellen. Im Sockelbereich des etwa 81 m hohen Denkmals befindet sich eine 6,5 m hohe, vor Ort von dem Bildhauer Nikolaus Geiger aus Sandstein gemeißelte Figur Friedrichs I. Barbarossa, der soeben zu erwachen scheint. Der Barbarossafigur ist ein grottenähnlicher Innenhof mit massiven Felsformationen vorgelagert. Darüber erhebt sich der eigentliche Denkmalsturm, an dessen Vorderseite sich ein 11 m hohes Reiterstandbild Kaiser Wilhelms I. des Bildhauers Emil Hundrieser befindet, eine Kupfertreibarbeit in neubarocken Formen. Dieses wird flankiert von einer Minervafigur mit den Attributen Löwenfell und Schild sowie einer Marsfigur mit den Attributen Helm und Schwert. Das Schild der Minerva trägt die auf die siegreichen Schlachten im Deutsch-Französischen Krieg verweisende Inschrift „Sedan / Paris / 1870“. Unterhalb des Reiterstandbilds befand sich ursprünglich die Widmung „Wilhelm I. / Dem Begründer des Reiches / Die deutschen Krieger“, welche nach 1945 in der DDR zu „Wilhelm I.“ verkürzt wurde. Am vorderen Gesims des Denkmalturms befindet sich die Inschrift „Für Kaiser / und Reich“.
An den Seiten des Denkmalturms sind oberhalb die Namen der 25 Bundesstaaten des Deutschen Kaiserreichs verzeichnet. Die Vorderseite ziert der kaiserliche Reichsadler mit den Namen der deutschen Königreiche Preußen, Bayern, Württemberg und Sachsen. Die Komposition der Anlage vermittelt den programmatischen Gedanken des Denkmals, der die mittelalterliche Kyffhäusersage aufgriff und in die Gegenwart fortschrieb: Kaiser Wilhelm, zuweilen auch als Barbablanca tituliert, vollendete als Nachfolger des mittelalterlichen Kaisers Friedrich Barbarossa die Reichseinigung, auf die das deutsche Volk so lange gewartet hatte. Das Denkmal besitzt einen rund 57 m hohen, mit einer Kaiserkrone bekrönten Turm, von dessen Kuppel man nach Ersteigen der 247 Stufen einen guten Rundumblick hat. Der Blick fällt nicht nur in das Kyffhäusergebirge, sondern unter anderem auch zum Harz (z. B. mit dem Brocken) im Nordwesten, Norden und Nordosten, in die Goldene Aue etwa im Norden und zum Thüringer Wald (u. a. mit dem Großen Inselsberg) im Süden. Im zugehörigen Denkmalgebäude befindet sich heute das Burgmuseum, das sich vor allem mit der Reichsburg und der Barbarossasage beschäftigt.

## Trivia
Am 6. Mai 1939 wurde unterhalb des Kyffhäuserdenkmals ein Hindenburgdenkmal von Hermann Hosaeus eingeweiht. Die zehn Tonnen schwere und fünf Meter große Figur ist aus bayerischem Porphyr gearbeitet. Die Statue wurde 1945, vermutlich von sowjetischen Soldaten, umgestürzt und an Ort und Stelle eingegraben. Am 7. Juni 2004 fand der Besitzer Paul Breul die eingegrabene Statue auf seinem Gelände. Da bei den Behörden Unklarheit über die rechtlichen Verhältnisse und den künftigen Umgang mit dem Denkmal herrscht, und die Füße der Statue unter das Fundament des nächstgelegenen Hauses ragen, liegt es weiterhin halb ausgegraben und umzäunt in der Erde.
Für den Politikwissenschaftler Herfried Münkler zeugen die gewaltigen Ausmaße des Kyffhäuserdenkmals wie so oft im Wilhelminismus nicht unbedingt von Selbstgewissheit und Zukunftssicherheit. Die imposanten Gedenkbauwerke seien eher symbolische Bollwerke gegen äußere und innere Feinde. In diesem Fall ginge es vor allem um die inneren Feinde, die deutsche Sozialdemokratie, gegen die sich die Kriegervereine als Hüter und Wahrer der Reichseinheit stellen wollten. Dem Reich, das einst an innerem Zwist zugrunde gegangen war, sollte ein solches Schicksal kein zweites Mal widerfahren. Das mächtige Kyffhäuserdenkmal sollte diese Entschlossenheit zum Ausdruck bringen.

## Bildergalerie

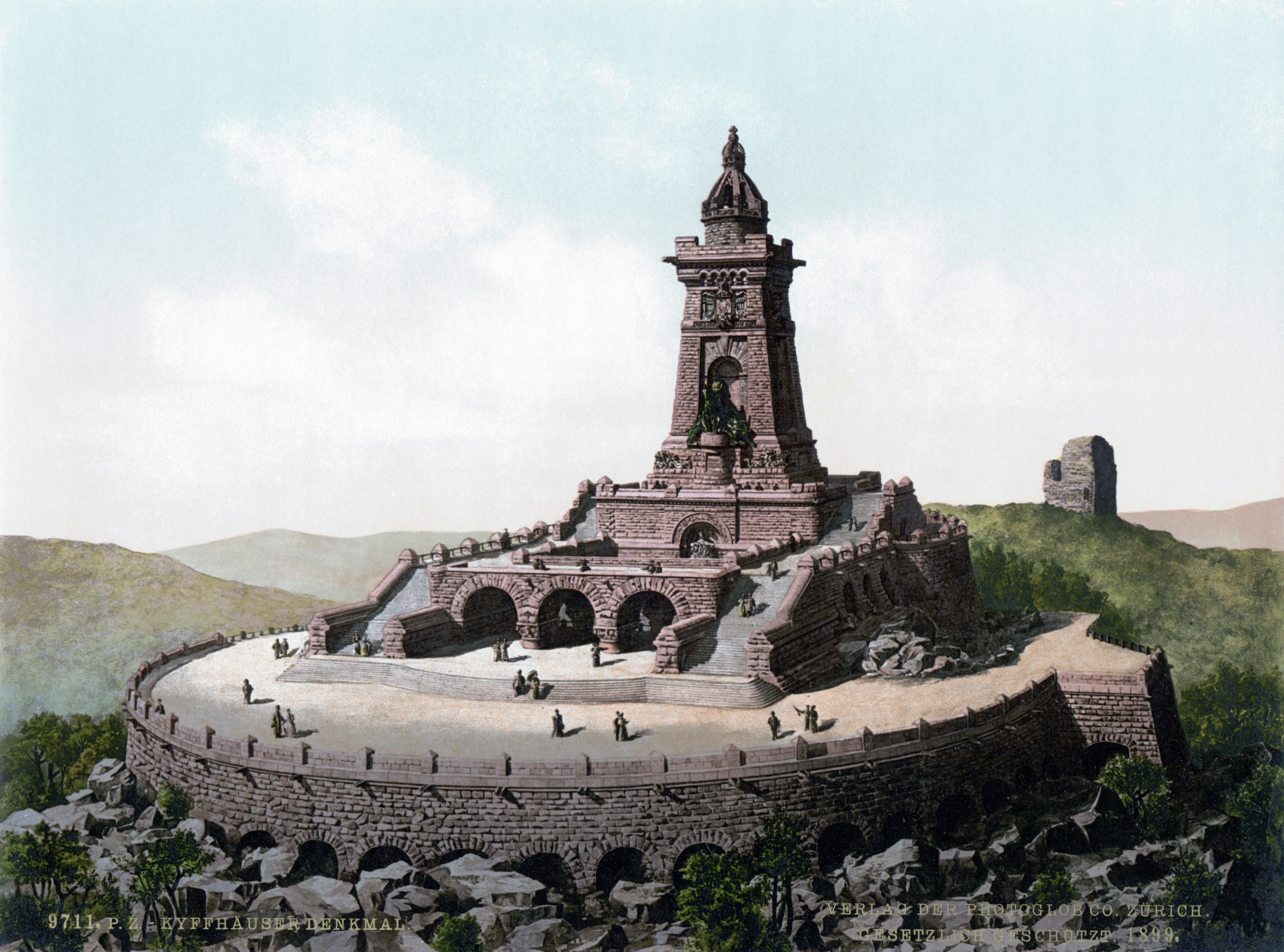
"Luftbild" des Kyffhäuserdenkmals, um 1900
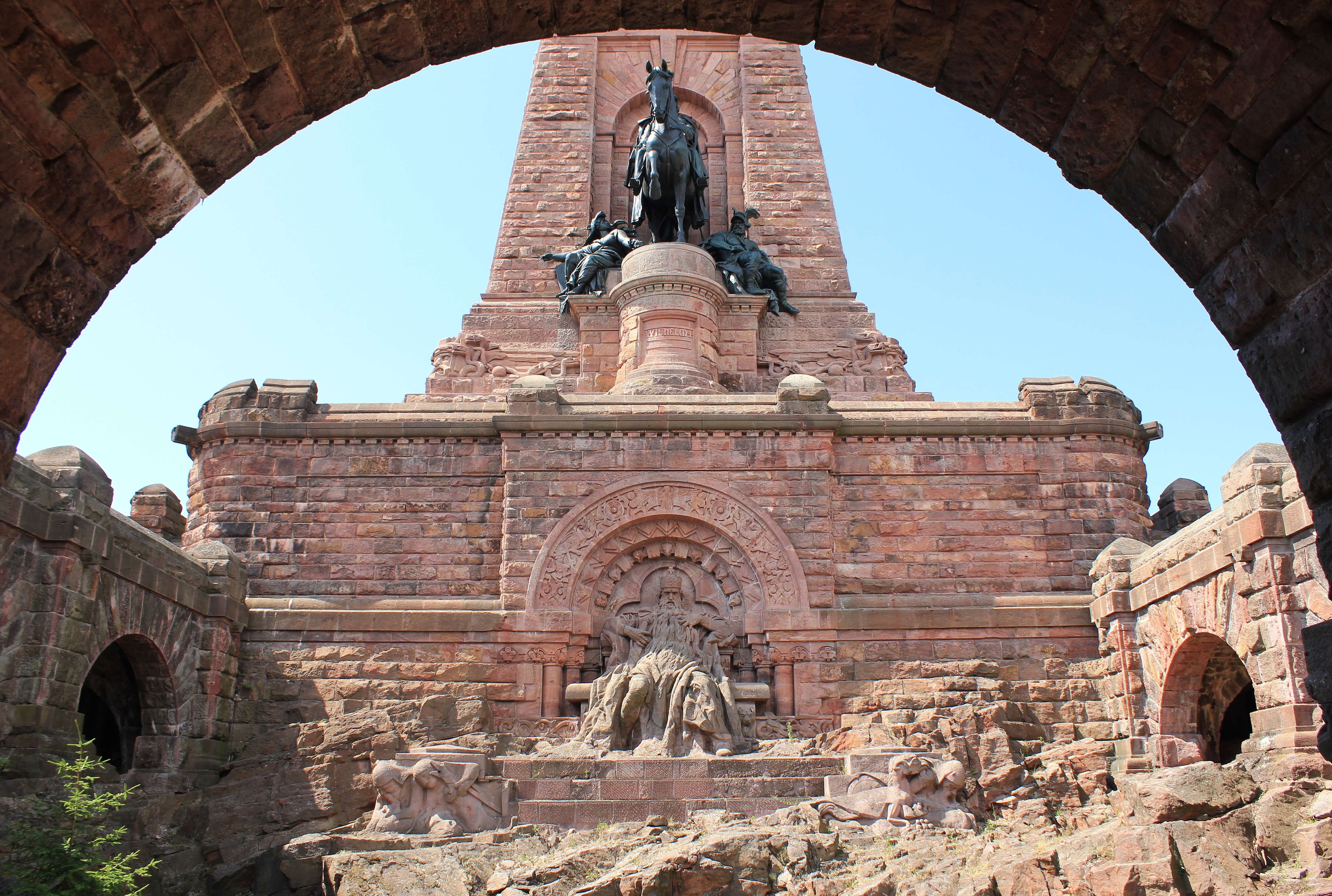
Blick aus dem Hof
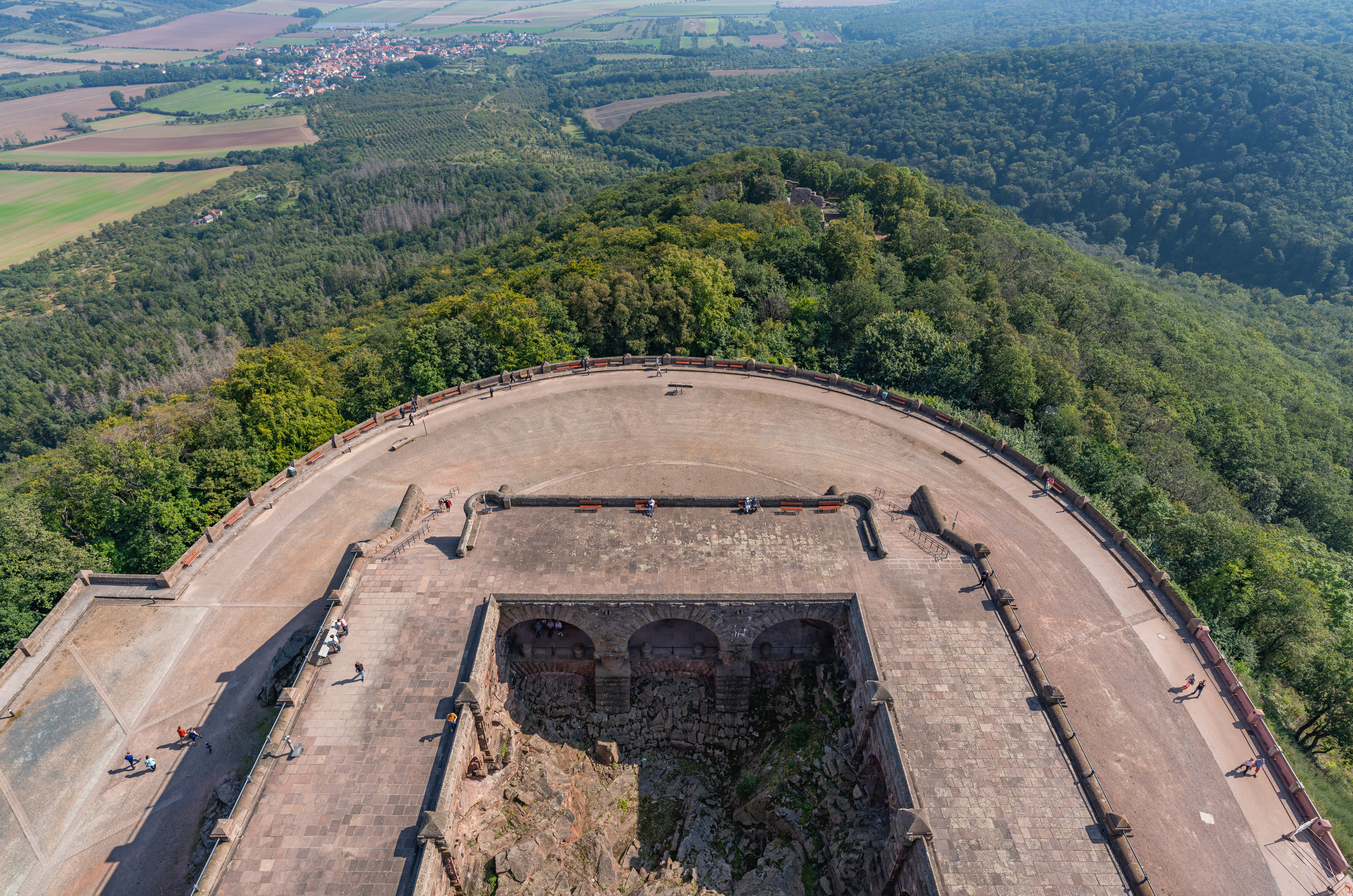
Blick zur Ruine der Unterburg
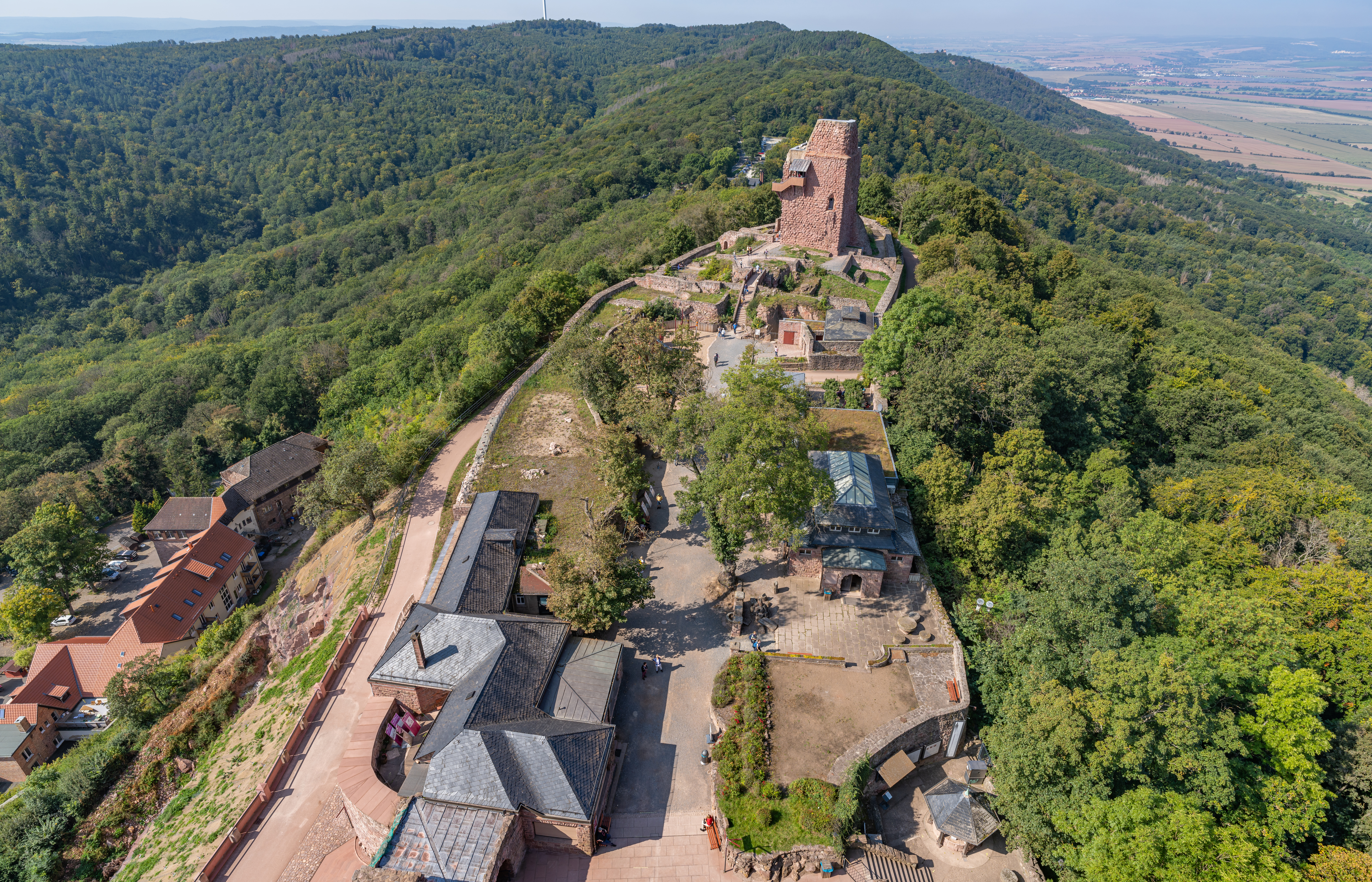
Blick zur Ruine der Oberburg
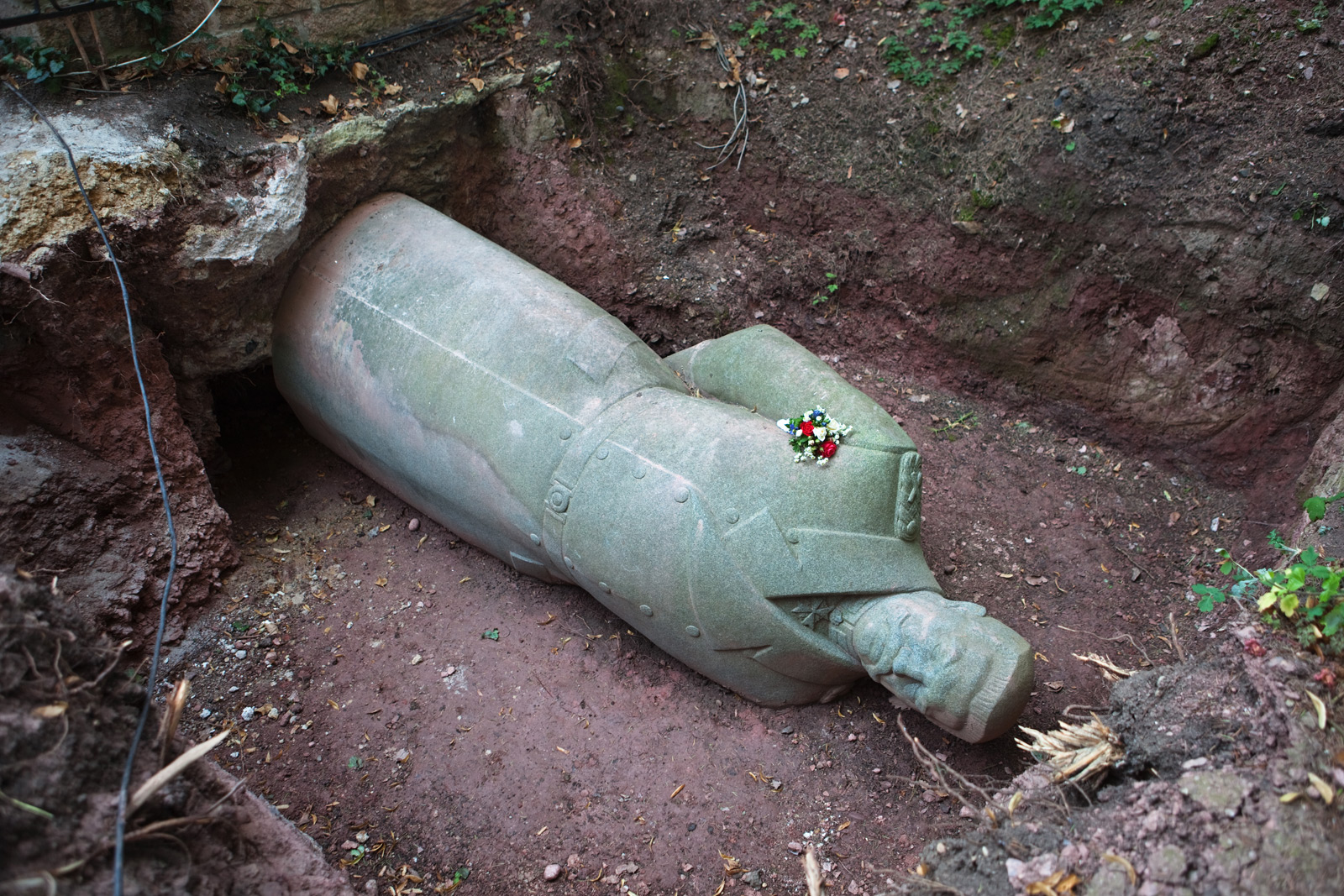
Freigelegtes Hindenburg-Denkmal